# Irving Tennis Classic 2014
L'Irving Tennis Classic 2014 è stato un torneo di tennis facente parte della categoria ATP Challenger Tour nell'ambito dell'ATP Challenger Tour 2014. È stata la 3ª edizione del torneo che si è giocato a Irving in USA dal 10 al 16 marzo 2014 su campi in cemento e aveva un montepremi di $125,000+H.

## Partecipanti singolare

### Teste di serie
| Nazionalità | Giocatore          | Ranking* | Testa di serie |
| ----------- | ------------------ | -------- | -------------- |
| Canada      | Vasek Pospisil     | 27       | 1              |
| Argentina   | Federico Delbonis  | 44       | 2              |
| Rep. Ceca   | Lukáš Rosol        | 47       | 3              |
| Paesi Bassi | Igor Sijsling      | 55       | 4              |
| Uzbekistan  | Denis Istomin      | 56       | 5              |
| Russia      | Tejmuraz Gabašvili | 60       | 6              |
| Kazakistan  | Andrej Golubev     | 70       | 7              |
| India       | Somdev Devvarman   | 78       | 8              |

- Ranking al 10 marzo 2014.

### Altri partecipanti
Giocatori che hanno ricevuto una wild card:
- Jean Anderson
- Rajeev Ram
- Bobby Reynolds
- Miša Zverev

Giocatori che sono passati dalle qualificazioni:
- Alex Kuznetsov
- Illja Marčenko
- Rhyne Williams
- Jimmy Wang

## Vincitori

### Singolare
Lukáš Rosol ha battuto in finale  Steve Johnson con il punteggio di 6–0, 6–3

### Doppio
Santiago González /  Scott Lipsky hanno battuto in finale  John-Patrick Smith /  Michael Venus con il punteggio di 4–6, 7–6(9–7), [10–7]